# 阿德曼斯哈根-巴尔格斯哈根
阿德曼斯哈根-巴尔格斯哈根是德国梅克伦堡-前波莫瑞州的一个市镇。总面积15.68平方公里，总人口2833人，其中男性1406人，女性1427人（2011年12月31日），人口密度181人/平方公里。